# Kościół św. Marcina w Kępnie
Kościół Świętego Marcina w Kępnie – rzymskokatolicki kościół parafialny w mieście Kępno. Należy do dekanatu Kępno. Mieści się przy ulicy Tadeusza Kościuszki.

## Historia

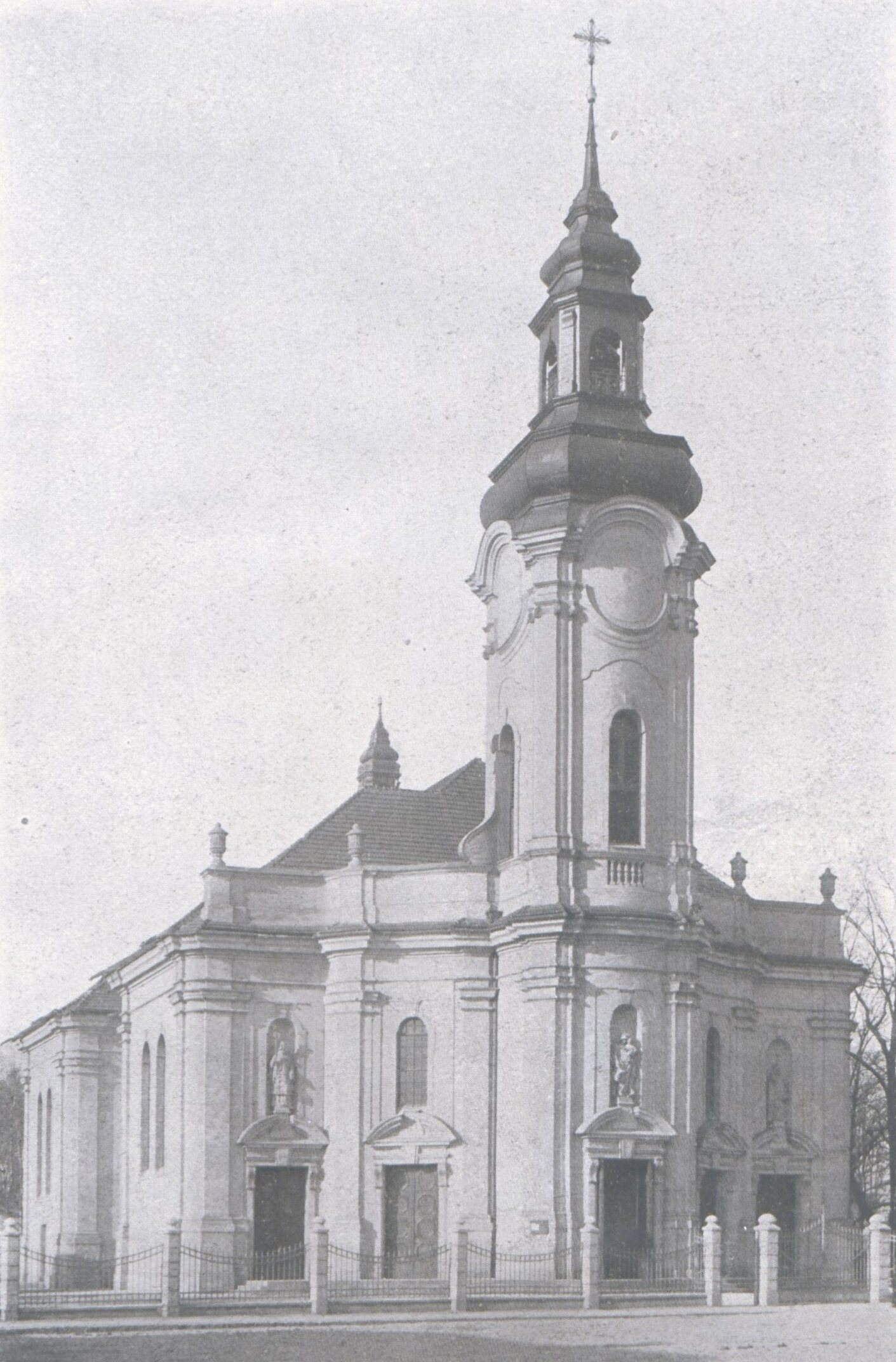
Archiwalny widok kościoła

Obecna budowla, stanęła na miejscu dawnej świątyni drewnianej, wzniesiona w stylu neobarokowym w 1911 roku. Kościół zaprojektował architekt Roger Sławski. Świątynia jest wzorowana na poklasztornym kościele Świętych Apostołów Piotra i Pawła w Krotoszynie na prośbę fundatora księdza Alojzego Grzybowskiego. W dniu 15 października 1911 roku ksiądz biskup Edward Likowski, konsekrował kościół. W czasie okupacji niemieckiej budowla była zamknięta, okupant urządził w niej magazyn odzieżowy. Niemcy zarekwirowali dzwony i żelazny płot cmentarza przy świątyni. Na przełomie 1999/2000 świątynia została w całości odnowiona, zostało założono ogrzewanie posadzkowe. Ponadto zostały zamontowane nowe witraże.

## Wnętrze i wyposażenie

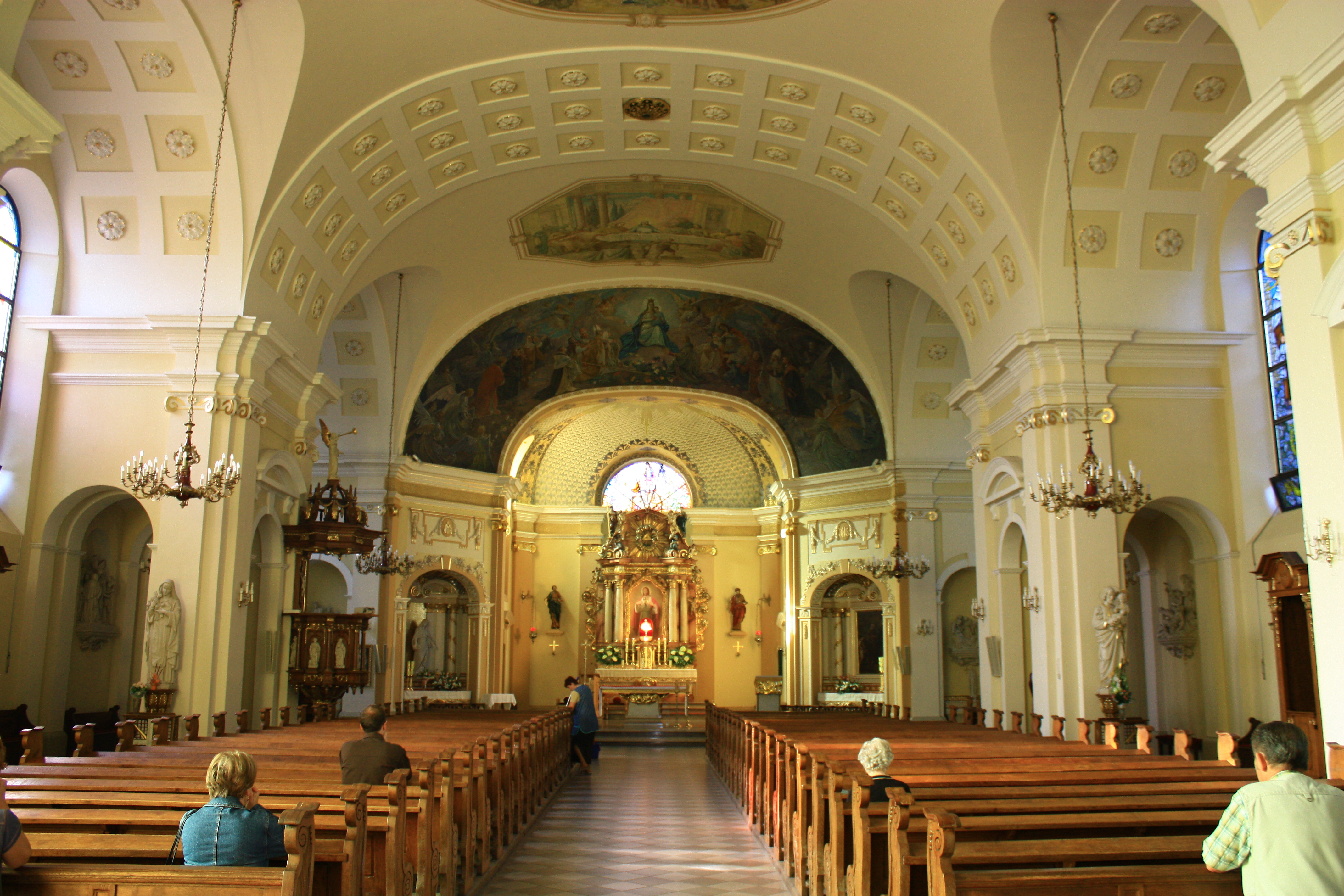
Wnętrze świątyni

Ze starej drewnianej budowli zachowały się między innymi ołtarz główny z XVIII stulecia, odrestaurowany w 1911 roku, nad nim jest zamontowany witraż św. Marcina. W jednym z ołtarzy bocznych jest umieszczony obraz „Cud rozmnożenia chleba”, a w drugim figura Maryi Niepokalanej. Przy kropielnicy jest umieszczony duży Chrystus ukrzyżowany, jak i feretron klasycystyczny z obrazem Maryi z Dzieciątkiem. W świątyni można zobaczyć obrazy: portret trumienny Marcina Olszewskiego herbu Prus II, starosty wieluńskiego wykonany około 1700 roku; rzeźby barokowe: krucyfiks z tęczy dawnej świątyni wykonany około 1700 roku; Dzieciątko Jezus oraz dwie rzeźby, umieszczone dawniej w ołtarzach. Na sklepieniu przed ołtarzem głównym, na łuku malarz Tadeusz Popiel wykonał malowidło przedstawiające Królową Niebios, której hołd składają błogosławieni i święci polscy, a aniołowie rzucają pod stopy Maryi polne kwiaty. Obraz jest ozdobiony przez Korony Kazimierowskie. Na elewacji zewnętrznej świątyni jest umieszczone m.in. epitafium upamiętniające urodzenie w Kępnie Władysława Rabskiego (1865-1925), warszawskiego pisarza, publicystę i działacza politycznego oraz inne tablice upamiętniające m.in. ks. Ignacego Nowackiego, ks. Antoniego Kozłowskiego, ks. Alojzego Grzybowskiego oraz 200-lecie odsieczy wiedeńskiej króla Jana III Sobieskiego.

## Organy
Organy wybudował w latach 1919-1922 Józef Bach z Rychtala. Prace snycerskie wykonał rzeźbiarz Paul Fischer z Kępna w 1923 roku. Odbioru instrumentu dokonał kompozytor, dyrygent i organista Feliks Nowowiejski 5 października 1923 roku. W latach 1960–1965 pod nadzorem prof. Gerarda Mizgalskiego miał miejsce generalny remont przeprowadzonego przez organmistrza Stefana Fiołkę, gdzie m.in. powiększono dyspozycję instrumentu. Kolejny remont powierzono w 2000 roku firmie Andrzeja Fiołki. Od 2020 roku firma KLARR Organs rozpoczęła remont organów połączony z przebudową traktury na elektromagnetyczną. Remont ten trwał trzy lata. Zrekonstruowany instrument pierwszy raz zagrał w Wielkanoc 2024 roku.
Dyspozycja instrumentu:
| Manuał I                  | Manuał II                  | Pedał                    |
| ------------------------- | -------------------------- | ------------------------ |
| 1. Bordon 16'             | 1. Flet koniczny 4'        | 1. Pusonbas 16 stop.     |
| 2. Trąba 8'               | 2. Klarnet 8'              | 2. Pryncypałbas 16 stop. |
| 3. Pryncypał 8'           | 3. Pryncypał skrzypcowy 8' | 3. Violonbas 16 stop.    |
| 4. Gamba 8'               | 4. Portunal flet 8'        | 4. Subbas 16 stop.       |
| 5. Flet otw. 8'           | 5. Salicjonał 8'           | 5. Oktawbas 8 stop.      |
| 6. Bourdon 8'             | 6. Oktawa 2'               | 6. Cello 8'              |
| 7. Flet 4'                | 7. Pikolo 2'               | 7. Fugara 4'             |
| 8. Kwinta 2 2/3'          | 8. Flauto 4'               |                          |
| 9. Oktawa 4'              | 9. Kwintaton 8'            |                          |
| 10. Flet rurkowy 4'       | 10. Kornetino 2 2/3'       |                          |
| 11. Super okt. 2'         |                            |                          |
| 12. Mixtura 3 ch [2 2/3'] |                            |                          |